# Lista modelelor Playboy între anii 1980–1989
Lista modelelor playboy la masculin și feminin apare într-un catalog al revistei magazin playboy.

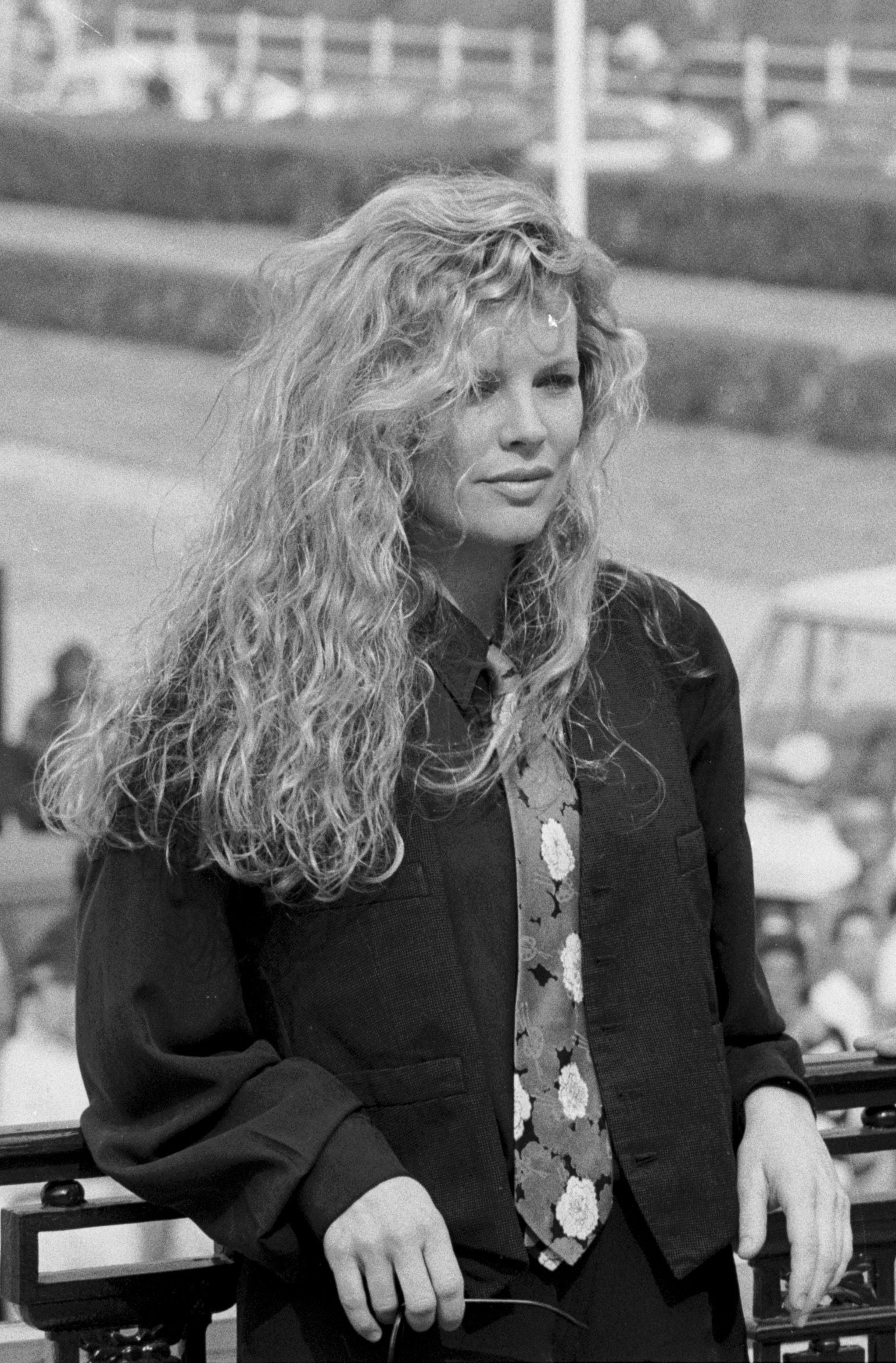
Kim Basinger

## 1980
| Luna  | Model pe copertă                        | Model pe poster  | Subiectul interviului | 20 de întrebări | Imagini                                        |
| ----- | --------------------------------------- | ---------------- | --------------------- | --------------- | ---------------------------------------------- |
| 1-80  | Steve Martin, Amy Miller, Michele Drake | Gig Gangel       | Steve Martin          |                 |                                                |
| 2-80  | Candace Collins                         | Sandy Cagle      | Pat Caddell           |                 | Suzanne Somers                                 |
| 3-80  | Bo Derek                                | Henriette Allais | Terry Bradshaw        | Shelley Hack    | Bo Derek, Melonie Haller                       |
| 4-80  | Shari Shattuck                          | Liz Glazowski    | Linda Ronstadt        |                 | Femeile din Forțele armate                     |
| 5-80  | Terri Welles                            | Martha Thomsen   | Gay Talese            |                 | Miss World 1978 Silvana Suárez, Stewardese     |
| 6-80  | Dorothy Stratten                        | Ola Ray          | John Anderson         |                 | Dorothy Stratten - Playmate-ul anului (PMOY)   |
| 7-80  | Sandra Dumas                            | Teri Peterson    | Bruce Jenner          | George Hamilton |                                                |
| 8-80  | Bo Derek                                | Victoria Cooke   | William Shockley      |                 | Bo Derek                                       |
| 9-80  | Rita Lee                                | Lisa Welch       | Roy Scheider          |                 | Evelyn Guerrero, Fete din Southwest Conference |
| 10-80 | S.J. Fellowes                           | Mardi Jacquet    | G. Gordon Liddy       |                 | Fete din Canada, Lisa Lyon                     |
| 11-80 | Mardi Jacquet                           | Jeana Tomasino   | Larry Hagman          | Michael Douglas | Femei din guvernul Statelor Unite              |
| 12-80 | niciunul                                | Terri Welles     | George C. Scott       | Truman Capote   |                                                |

## 1981
| Luna  | Model pe copertă                            | Model pe poster     | Subiectul interviului  | 20 de întrebări        | Imagini                                                 |
| ----- | ------------------------------------------- | ------------------- | ---------------------- | ---------------------- | ------------------------------------------------------- |
| 1-81  | Barbara Bach                                | Karen Price         | John Lennon & Yoko Ono |                        | Barbara Bach, Cowgirls                                  |
| 2-81  | Terri Welles, Candy Loving, Sondra Theodore | Vicki Lynn Lasseter | Tom Snyder             |                        | Marie Helvin                                            |
| 3-81  | Tricia Barnstable, Cybil Barnstable         | Kymberly Herrin     | James Garner           | Lauren Hutton          | Gemene: Lynne și Lisa Lehman                            |
| 4-81  | Liz Wickersham                              | Lorraine Michaels   | Ed Asner               |                        | Rita Jenrette, Fete din Kokomo, Indiana, Liz Wickersham |
| 5-81  | Miss World Gabriella Brum                   | Gina Goldberg       | Elisabeth Kübler-Ross  | John De Lorean         | Dorothy Stratten                                        |
| 6-81  | Terri Welles                                | Cathy Larmouth      | Steve Garvey           | Jack Lemmon            | Terri Welles - PMOY, Fetele Bond                        |
| 7-81  | Jayne Kennedy                               | Heidi Sorenson      | Robert Garwood         | Jayne Kennedy          |                                                         |
| 8-81  | Valerie Perrine                             | Debbie Boostrom     | George Gilder          | Joan Rivers            | Valerie Perrine                                         |
| 9-81  | Bo Derek                                    | Susan Smith         | James Michener         |                        | Fete din Conferința de sud-est, Bo Derek                |
| 10-81 | Cathy St. George                            | Kelly Tough         | Donald Sutherland      |                        | Maud Adams                                              |
| 11-81 | Teri Peterson                               | Shannon Tweed       | Oriana Fallaci         |                        | Vikki LaMotta                                           |
| 12-81 | Bernadette Peters                           | Patricia Farinelli  | Henry Fonda            | John Kenneth Galbraith | Bernadette Peters                                       |

## 1982
| Luna  | Model pe copertă       | Model pe poster   | Subiectul interviului         | 20 de întrebări                                                                                           | Imagini                                                   |
| ----- | ---------------------- | ----------------- | ----------------------------- | --- | --------------------------------------------------------- |
| 1-82  | Natalie Levy Bencheton | Kimberly McArthur | George Carlin                 | John Matuszak                                                                                             | Ursula Andress, Linda Evans, Bo Derek, Women of the Soaps |
| 2-82  | Kimberly McArthur      | Anne-Marie Fox    | Lech Wałęsa                   | Karen Allen                                                                                               | Sylvia Kristel                                            |
| 3-82  | Barbara Carrera        | Karen Witter      | Patricia Hearst               | Louis Rukeyser                                                                                            | Barbara Carrera, Melanie Martin                           |
| 4-82  | Mariel Hemingway       | Linda Rhys Vaughn | Ed Koch                       | James Woods                                                                                               | Mariel Hemingway, Henriette Allais                        |
| 5-82  | Vickie Reigle          | Kym Malin         | Billy Joel                    | SCTV: John Candy, Andrea Martin, Eugene Levy, Rick Moranis, Dave Thomas, Joe Flaherty și Catherine O'Hara | Rae Dawn Chong                                            |
| 6-82  | Shannon Tweed          | Lourdes Estores   | Sugar Ray Leonard             | Brandon Tartikoff                                                                                         | Shannon Tweed - PMOY                                      |
| 7-82  | Lynda Wiesmeier        | Lynda Wiesmeier   | Bette Davis                   | Stevie Nicks                                                                                              | The Fete din Ma Bell                                      |
| 8-82  | Vicki McCarty          | Cathy St. George  | Akio Morita                   | Mariette Hartley                                                                                          |                                                           |
| 9-82  | Kymberly Herrin        | Connie Brighton   | Cheech și Chong               | Tom Petty                                                                                                 | Fete din Big Eight Conference                             |
| 10-82 | Tanya Roberts          | Marianne Gravatte | Robin Williams                | John Le Boutillier                                                                                        | Tanya Roberts, Fete din Japonia                           |
| 11-82 | Lorraine Michaels      | Marlene Janssen   | Luciano Pavarotti             | Frank și Moon Unit Zappa                                                                                  | Femeile din Braniff                                       |
| 12-82 | Marcy Hanson           | Charlotte Kemp    | Julie Andrews & Blake Edwards | | Femeile din Playboy                                       |

## 1983
| Luna  | Model pe copertă                             | Model pe poster       | Subiectul interviului | 20 de întrebări | Imagini                                           |
| ----- | -------------------------------------------- | --------------------- | --- | --------------- | ------------------------------------------------- |
| 1-83  | Audrey Landers, Judy Landers                 | Lonny Chin            | Dudley Moore | Herschel Walker | Audrey Landers, Judy Landers, Shannon Tweed       |
| 2-83  | Kim Basinger                                 | Melinda Mays          | Gabriel García Márquez | Yakov Smirnoff  | Kim Basinger, Femeie din Aspen                    |
| 3-83  | Kimberly McArthur, Kelly Tough, Karen Witter | Alana Soares          | Sam Donaldson | Arthur Jones    |                                                   |
| 4-83  | Carrie Leigh                                 | Christina Ferguson    | Paul Newman | Al McGuire      | Pamela Bellwood, Doamne din Spania                |
| 5-83  | Nastassja Kinski                             | Susie Scott Krabacher | Ansel Adams | Charlton Heston | Nastassja Kinski                                  |
| 6-83  | Marianne Gravatte                            | Jolanda Egger         | Stephen King | Debra Winger    | Marianne Gravatte - PMOY, Morganna                |
| 7-83  | Ruth Guerri                                  | Ruth Guerri           | Earl Weaver | Carrie Fisher   |                                                   |
| 8-83  | Sybil Danning                                | Carina Persson        | Ted Turner | Jan Stephenson  | Sybil Danning                                     |
| 9-83  | Kymberly Herrin                              | Barbara Edwards       | Sandinistas: Sergio Ramírez, Ernesto Cardenal, Tomas Borge Martinez | Randy Newman    | Dorit Stevens, Fete din Atlantic Coast Conference |
| 10-83 | Charlotte Kemp                               | Tracy Vaccaro         | Distribuția și scenariștii Hill Street Blues: Bruce Weitz, Veronica Hamel, Daniel J. Travanti, Charles Haid, Michael Warren, James B. Sikking, Betty Thomas, Ed Marinaro, Taurean Blacque, Kiel Martin, Steven Bochco, René Enríquez, Joe Spano, Barbara Bosson si Michael Conrad | Joe Piscopo     | Loretta Martin, Roșcate                           |
| 11-83 | Donna Ann                                    | Veronica Gamba        | Kenny Rogers | Bubba Smith     | Asistente                                         |
| 12-83 | Joan Collins                                 | Terry Nihen           | Tom Selleck |                 | Joan Collins                                      |

## 1984
| Luna  | Model pe copertă                | Model pe poster   | Subiectul interviului   | 20 de întrebări | Imagini                               |
| ----- | ------------------------------- | ----------------- | ----------------------- | --------------- | ------------------------------------- |
| 1-84  | no model pictured               | Penny Baker       | Dan Rather              |                 | A treizecea ediție aniversară         |
| 2-84  | Kimberly McArthur               | Justine Greiner   | Paul Simon              | Shelley Long    | Carol Wayne                           |
| 3-84  | Susie Scott Krabacher           | Dona Speir        | Moses Malone            | Bridgette Monet |                                       |
| 4-84  | Kathy Shower                    | Lesa Ann Pedriana | Joan Collins            | Martin Mull     |                                       |
| 5-84  | Rita Jenrette, Phillip Anderson | Patty Duffek      | Calvin Klein            |                 | Rita Jenrette, Vicki LaMotta, Ola Ray |
| 6-84  | Barbara Edwards                 | Tricia Lange      | Jesse Jackson           | Siskel si Ebert | Barbara Edwards - PMOY                |
| 7-84  | Bo Derek                        | Liz Stewart       | Walid Jumblat           | Fran Lebowitz   | Bo Derek                              |
| 8-84  | Terry Moore                     | Suzi Schott       | Bobby Knight            | Kurt Russell    | Terry Moore                           |
| 9-84  | Kimberly Evenson                | Kimberly Evenson  | Shirley MacLaine        |                 | Fete din Big Ten, Anne Carlisle       |
| 10-84 | Lesa Pedriana                   | Debi Johnson      | David Letterman         | Jack La Lanne   | Fetele de pe Broadway, Sonia Braga    |
| 11-84 | Christie Brinkley               | Roberta Vasquez   | José Napoleón Duarte    | Leigh Steinberg | Christie Brinkley                     |
| 12-84 | Suzanne Somers                  | Karen Velez       | Paul si Linda McCartney |                 | Suzanne Somers                        |

## 1985
| Luna  | Model pe copertă           | Model pe poster    | Subiectul interviului                                                                          | 20 de întrebări                      | Imagini                                            |
| ----- | -------------------------- | ------------------ | ---------------------------------------------------------------------------------------------- | ------------------------------------ | -------------------------------------------------- |
| 1-85  | Goldie Hawn                | Joan Bennett       | Goldie Hawn                                                                                    | Diane Lane                           | Fete din Rock si Roll, gafe Playmate               |
| 2-85  | Julie McCullough           | Cherie Witter      | Steve Jobs                                                                                     | Brian De Palma                       | Fete din Texas, Janice Dickinson                   |
| 3-85  | Shannon Tweed              | Donna Smith        | Distribuția 60 Minutes: Harry Reasoner, Mike Wallace, Morley Safer, Dan Rather si Diane Sawyer | Bob Giraldi                          |                                                    |
| 4-85  | Natalie Smith, Donna Smith | Cindy Brooks       | Wayne Gretzky                                                                                  | Joel Hyatt                           | Surori playmate                                    |
| 5-85  | Karen Velez                | Kathy Shower       | Boy George                                                                                     | Marvin Hagler si Thomas Hearns       | Vanity, Karen Velez - PMOY                         |
| 6-85  | Roxanne Pulitzer           | Devin DeVasquez    | Sparky Anderson                                                                                | Tom Watson                           | Roxanne Pulitzer                                   |
| 7-85  | Tracy Vaccaro              | Hope Marie Carlton | Rob Reiner                                                                                     | Jamie Lee Curtis                     | Grace Jones                                        |
| 8-85  | Kathy Shower               | Cher Butler        | Fidel Castro                                                                                   | Ron Howard                           | Judy Norton Taylor                                 |
| 9-85  | Madonna                    | Venice Kong        | John Huston                                                                                    | Billy Crystal                        | Madonna, Brigitte Nielsen, Ultimul poster cu capse |
| 10-85 | Sherry Arnett              | Cynthia Brimhall   | John DeLorean                                                                                  | Rosanna Arquette                     | Jerry Hall, Fete din Pac 10                        |
| 11-85 | Teri Weigel                | Pamela Saunders    | Sting                                                                                          | Don Johnson si Philip Michael Thomas | Femei din Mensa                                    |
| 12-85 | Barbi Benton               | Carol Ficatier     | Bill Cosby                                                                                     | Huey Lewis                           | Barbi Benton                                       |

## 1986
| Luna  | Model pe copertă  | Model pe poster    | Subiectul interviului | 20 de întrebări           | Imagini                                                            |
| ----- | ----------------- | ------------------ | --------------------- | ------------------------- | ------------------------------------------------------------------ |
| 1-86  | no model pictured | Sherry Arnett      | Ruth Westheimer       | Jay Leno                  | artă Andy Warhol pe copertă, Iman, Melanie Griffith                |
| 2-86  | Cherie Witter     | Julie McCullough   | Michael Douglas       | Anthony Pellicano         | Femei din Alaska                                                   |
| 3-86  | Sally Field       | Kim Morris         | Sally Field           | David Byrne               | DJ femei                                                           |
| 4-86  | Shannon Tweed     | Teri Weigel        | Jeffrey MacDonald     |                           | Victoria Sellers (Fiica lui Peter Sellers), Alexandrea Mosca       |
| 5-86  | Kathleen Turner   | Christine Richters | Kathleen Turner       | Kim Basinger              | Femei magicieni                                                    |
| 6-86  | Kathy Shower      | Rebecca Ferratti   | Kareem Abdul-Jabbar   | Al Unser si Al Unser, Jr. | Kathy Shower - PMOY, Linda Evans                                   |
| 7-86  | Carrie Leigh      | Lynne Austin       | Arthur C. Clarke      | Tom Cruise                | Carrie Leigh, Brenda Venus                                         |
| 8-86  | Lillian Müller    | Ava Fabian         | Jackie Gleason        | Sigourney Weaver          | Brigitte Nielsen                                                   |
| 9-86  | Julie McCullough  | Rebekka Armstrong  | Carl Bernstein        | Gregory Hines             | Fiice de fermieri                                                  |
| 10-86 | Sharon Kaye       | Katherine Hushaw   | Phil Collins          | Jim McMahon               | Femei din Ivy League, Wendy O. Williams                            |
| 11-86 | Devin DeVasquez   | Donna Edmondson    | Joan Rivers           | David Horowitz            | Devin DeVasquez                                                    |
| 12-86 | Brooke Shields    | Laurie Carr        | Bryant Gumbel         | Koko                      | Femei de la 7-Eleven, colaj Patrick Demarchelier, Barbara Crampton |

## 1987
| Luna  | Model pe copertă                                       | Model pe poster | Subiectul interviului            | 20 de întrebări | Imagini                                                |
| ----- | ------------------------------------------------------ | --------------- | -------------------------------- | --------------- | ------------------------------------------------------ |
| 1-87  | no model pictured                                      | Luann Lee       | Don Johnson                      | John Fogerty    | Jane Seymour, Elisa Florez                             |
| 2-87  | Joanne Russell                                         | Julie Peterson  | Mickey Rourke                    | Ed Begley, Jr.  | Stephanie Beacham                                      |
| 3-87  | Janet Jones                                            | Marina Baker    | Lionel Richie                    | Bob Vila        | Janet Jones, MiSchelle Mcmindes                        |
| 4-87  | Ava Fabian                                             | Anna Clark      | Louis Rukeyser                   | Rae Dawn Chong  | Fete din Casanova                                      |
| 5-87  | Vanna White                                            | Kymberly Paige  | Norodom Sihanouk                 | Barbara Hershey | Vanna White, Melissa Prophet                           |
| 6-87  | Donna Edmondson                                        | Sandy Greenberg | Whoopi Goldberg                  | Michael J. Fox  | Donna Edmondson - PMOY, Jenilee Harrison               |
| 7-87  | Sandy Greenberg                                        | Carmen Berg     | Wade Boggs                       | Garry Shandling |                                                        |
| 8-87  | Paulina Porizkova                                      | Sharry Konopski | Imelda Marcos & Ferdinand Marcos | David Lee Roth  | Paulina Porizkova, Femei din Florida                   |
| 9-87  | Maryam d'Abo, Kim Basinger, Beth Hyatt, Timothy Dalton | Gwen Hajek      | John Sculley                     | Penn si Teller  | Femei din 007, Playmateurile lui Helmut Newton         |
| 10-87 | Brandi Brandt                                          | Brandi Brandt   | Richard Secord                   | Bob Uecker      | Donna Mills, Femei din top 10 colegii pentru petrecere |
| 11-87 | Jessica Hahn                                           | Pam Stein       | Daniel Ortega                    | Kelly McGillis  | Jessica Hahn                                           |
| 12-87 | Brigitte Nielsen                                       | India Allen     | Gore Vidal                       | Justine Bateman | Brigitte Nielsen                                       |

## 1988
| Luna  | Model pe copertă | Model pe poster  | Subiectul interviului | 20 de întrebări   | Imagini                                                                  |
| ----- | ---------------- | ---------------- | --------------------- | ----------------- | ------------------------------------------------------------------------ |
| 1-88  | niciunul         | Kimberley Conrad | Arnold Schwarzenegger | Susan Dey         | Kim Basinger                                                             |
| 2-88  | Sandy Greenberg  | Kari Kennell     | Oliver Stone          | Harold Washington | Fata de la pagina 3                                                      |
| 3-88  | Terri Lynn Doss  | Susie Owens      | Billy Crystal         | Tom Waits         | Janice Dickinson                                                         |
| 4-88  | Vanity           | Eloise Broady    | Tom Clancy            | Harrison Ford     | Vanity                                                                   |
| 5-88  | Laurie Carr      | Diana Lee        | Don King              | Teri Garr         | Denise Crosby                                                            |
| 6-88  | India Allen      | Emily Arth       | Chevy Chase           | Theresa Russell   | India Allen - PMOY, Phoebe Legere                                        |
| 7-88  | Cindy Crawford   | Terri Lynn Doss  | Paul Hogan            | Judge Reinhold    | Cindy Crawford, Playmates internaționale                                 |
| 8-88  | Kimberley Conrad | Helle Michaelsen | Harry Edwards         | Harvey Fierstein  |                                                                          |
| 9-88  | Jessica Hahn     | Laura Richmond   | Yasser Arafat         | Tracey Ullman     | Jessica Hahn                                                             |
| 10-88 | Terri Lynn Doss  | Shannon Long     | Roger Craig           | Morton Downey Jr. | Fete din Southwestern Conference, redactor șef Playgirl Nancie S. Martin |
| 11-88 | Laura Richmond   | Pia Reyes        | Bruce Willis          | John Cleese       | Women of Washington                                                      |
| 12-88 | Kata Kärkkäinen  | Kata Kärkkäinen  | Cher                  | Gene Simmons      |                                                                          |

## 1989
| Luna  | Model pe copertă                 | Model pe poster                  | Subiectul interviului                  | 20 de întrebări          | Imagini                                                      |
| ----- | -------------------------------- | -------------------------------- | -------------------------------------- | ------------------------ | ------------------------------------------------------------ |
| 1-89  | Marilyn Monroe                   | Fawna MacLaren                   | Robert De Niro                         | A 35-a ediție aniversară |                                                              |
| 2-89  | Michele Smith                    | Simone Eden                      | Bob Woodward                           | Ted Bundy                | Samantha Fox                                                 |
| 3-89  | LaToya Jackson                   | Laurie Wood                      | Tom Hanks                              | Fred Dryer               | LaToya Jackson, Pamela Des Barres                            |
| 4-89  | Erika Eleniak                    | Jennifer Lyn Jackson             | The IRA: Danny Morrison si Gerry Adams | Mario Lemieux            |                                                              |
| 5-89  | Natalya Negoda                   | Monique Noel                     | Susan Sarandon                         | Richard Lewis            |                                                              |
| 6-89  | Kimberley Conrad                 | Tawnni Cable                     | Edward James Olmos                     | Nicolas Cage             | Dana Plato, Kimberley Conrad - PMOY                          |
| 7-89  | Shelly Jamison                   | Erika Eleniak                    | Barry Diller                           | William Shatner          | Staruri B-movie                                              |
| 8-89  | Brandi Brandt                    | Gianna Amore                     | John Cougar Mellencamp                 | John Candy               | Femeile de pe Wall Street, soția lui Stephen Wayda Diana Lee |
| 9-89  | Karin si Mirjam van Breeschooten | Karin si Mirjam van Breeschooten | Keith Hernandez                        | Jeff Daniels             | Gemenele playmate, Morganna                                  |
| 10-89 | Pamela Anderson                  | Karen Foster                     | Keith Richards                         | Geena Davis              | Julie McCullough, Fete din Southeastern Conference           |
| 11-89 | Donna Mills                      | Renee Tenison                    | Garry Kasparov                         | Bonnie Raitt             | Donna Mills                                                  |
| 12-89 | Candice Bergen                   | Petra Verkaik                    | Candice Bergen                         | Patti D'Arbanville       | Karen Mayo-Chandler, Wrestlere                               |